# 유진 니다
유진 A. 니다(Eugene A. Nida, 1914년 11월 11일~2011년 8월 25일)는 미국의 언어학자로 역등적 등가 번역(dynamic-equivalence Bible-translation) 이론을 발전시켰으며 현대 번역 연구 분야의 창시자 중 한 사람이다.
침례교 목사이며 Summer Institute of Linguistics와 관련된 조직인 Wycliffe Bible Translators의 창립 창립 멤버이다. 그는 바티칸과 UBS(United Bible Societies) 간의 공동 노력을 설계하여 전 세계적으로 번역된 초교파 성경을 생산하는 데 중요한 역할을 맡았다. 역동적 등가 번역은 원문이 주는 의미나 사고에 기초해서 원어의 본 의미를 살릴 수 있는 가장 유사한 표현을 수신자 언어에서 찾으려는 시도 속에서 이루어지는 번역 방식이다. 이는 원문과 번역어를 최대한 근사치에 맞추어서 대응하게 번역하는 형태적 대응(formal correspondence)과 다른 방식으로 유진에 의해서 제안되었다.

## 같이 보기
- 번역